# Trôo
Trôo és un municipi francès, situat al departament del Loir i Cher i a la regió de Centre – Vall del Loira. L'any 2007 tenia 326 habitants.

## Demografia

### Població
El 2007 la població de fet de Trôo era de 326 persones. Hi havia 159 famílies, de les quals 60 eren unipersonals (32 homes vivint sols i 28 dones vivint soles), 55 parelles sense fills, 32 parelles amb fills i 12 famílies monoparentals amb fills.
La població ha evolucionat segons el següent gràfic:
Habitants censats

### Habitatges
El 2007 hi havia 278 habitatges, 161 eren l'habitatge principal de la família, 84 eren segones residències i 33 estaven desocupats. 272 eren cases i 6 eren apartaments. Dels 161 habitatges principals, 126 estaven ocupats pels seus propietaris, 26 estaven llogats i ocupats pels llogaters i 9 estaven cedits a títol gratuït; 4 tenien una cambra, 23 en tenien dues, 42 en tenien tres, 42 en tenien quatre i 51 en tenien cinc o més. 113 habitatges disposaven pel capbaix d'una plaça de pàrquing. A 85 habitatges hi havia un automòbil i a 61 n'hi havia dos o més.

### Piràmide de població
La piràmide de població per edats i sexe el 2009 era:
| Homes | Edats   | Dones |
| ----- | ------- | ----- |
| 0     | 95 o +  | 0     |
| 0     | 90 a 94 | 0     |
| 4     | 85 a 89 | 16    |
| 0     | 80 a 84 | 4     |
| 8     | 75 a 79 | 8     |
| 12    | 70 a 74 | 0     |
| 16    | 65 a 69 | 4     |
| 20    | 60 a 64 | 16    |
| 12    | 55 a 59 | 24    |
| 8     | 50 a 54 | 8     |
| 12    | 45 a 49 | 12    |
| 12    | 40 a 44 | 8     |
| 12    | 35 a 39 | 8     |
| 16    | 30 a 34 | 12    |
| 8     | 25 a 29 | 8     |
| 0     | 20 a 24 | 0     |
| 12    | 15 a 19 | 4     |
| 8     | 10 a 14 | 12    |
| 4     | 5 a 9   | 8     |
| 0     | 0 a 4   | 8     |

## Economia
El 2007 la població en edat de treballar era de 179 persones, 131 eren actives i 48 eren inactives. De les 131 persones actives 119 estaven ocupades (65 homes i 54 dones) i 13 estaven aturades (7 homes i 6 dones). De les 48 persones inactives 31 estaven jubilades, 6 estaven estudiant i 11 estaven classificades com a «altres inactius».

### Ingressos
El 2009 a Trôo hi havia 161 unitats fiscals que integraven 323,5 persones, la mediana anual d'ingressos fiscals per persona era de 16.311 €.

### Activitats econòmiques
Dels 17 establiments que hi havia el 2007, 1 era d'una empresa extractiva, 1 d'una empresa de fabricació d'altres productes industrials, 4 d'empreses de comerç i reparació d'automòbils, 1 d'una empresa de transport, 6 d'empreses d'hostatgeria i restauració, 1 d'una empresa immobiliària, 2 d'empreses de serveis i 1 d'una empresa classificada com a «altres activitats de serveis».
Els 3 serveis als particulars que hi havia el 2009 eren restaurants.
Dels 3 establiments comercials que hi havia el 2009, 1 era una fleca, 1 una peixateria i 1 una joieria.
L'any 2000 a Trôo hi havia 12 explotacions agrícoles que ocupaven un total de 856 hectàrees.

## Equipaments sanitaris i escolars
El 2009 hi havia una escola elemental integrada dins d'un grup escolar amb les comunes properes formant una escola dispersa.

## Poblacions més properes
El següent diagrama mostra les poblacions més properes.